# Trummaskin

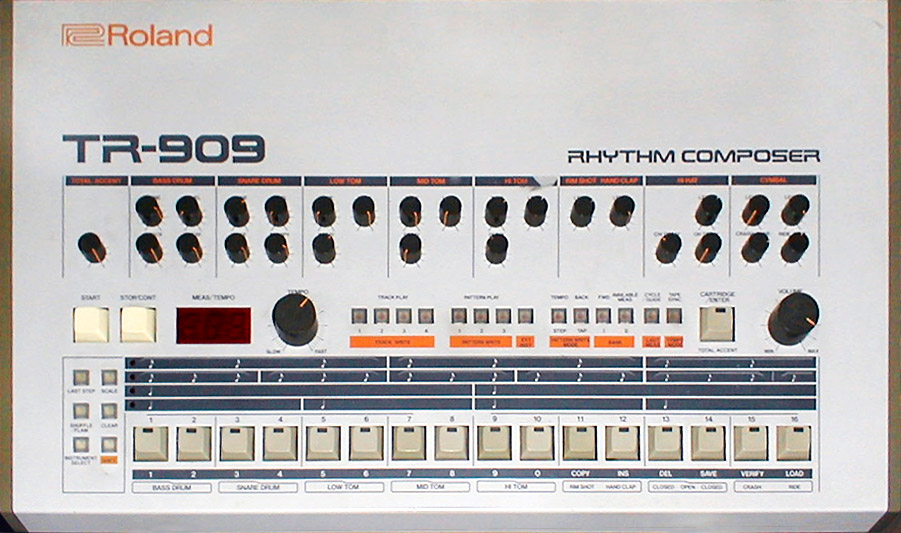
En Roland TR-909, "technotrummaskinen".

En trummaskin är ett elektroniskt musikinstrument som spelar upp ljudet från trummor, men också andra slagverk. Konstruktionen består dels av en ljudande del och dels en rytmdel. De tidigaste trummaskinerna kallades rytmmaskiner. Under 1970-talet användes trummaskin inom popmusiken i enstaka låtar och på enstaka album. De slog igenom på allvar under 1980-talet inom popmusiken, från början främst inom synthpop men några år senare även inom annan popmusik och är där i dag mycket vanliga inom framförallt snabbare låtar, medan man inom rocken, precis som med andra elektroniska musikinstrument, många gånger visat en ovilja mot att använda dem. Från 1990-talet har trummaskiner kommit till stor användning genom musikgenrer som techno, dance och eurodance, där elektroniska musikinstrument dominerar.

## Historia

### Programmerbara trummaskiner
Eko ComputeRhythm från 1972 var troligen den första trummaskinen som var programmerbar. Den har en sex-radig matris med knappar som tillät manuell programmering och även ett läsfack där hålkort med förprogrammerade rytmer kunde dras igenom för att laddas in i realtid.
En annan tidig programmerbar trummaskin var PAiA Programmable Drum Set som introducerades 1975.

## Användningsområden
Trummaskiner är vanliga inom elektronisk musik, som eurodance, syntpop och techno. Ofta utnyttjas det faktum att de kan spela rytmer mer exakt och snabbare än en människa kan.

## Ljudande delen
De ljudande delarna kan skapa ljuden med ljudsyntes, analog eller digital, eller med så kallad sampling. Vissa trummaskiner använder bägge teknikerna.
De syntetiserade ljud som trummaskinen spelar upp skall ofta påminna om akustiska slagverksinstrument som till exempel trummor och cymbaler medan ett samplebaserat ljud antingen innehåller inspelningar av akustiska instrument eller inspelningar av syntetiska ljud från till exempel äldre trummaskiner.

## Rytmdelen
I rytmdelen, sequencern lägger musikern upp de rytmspår som respektive ljud skall spela. I äldre trummaskiner fanns inte den möjligheten, istället hade man där bara möjligheten att välja ur de förprogrammerade rytmer som lagts in under tillverkningen.
Man kan kvantisera ett trumspår i till exempel 1/16- eller 1/64-takt vilket innebär att slagen bara kan vara placerade på 16 respektive 64 olika positioner per takt. Jämfört med 1/16 ger kvantiseringssteget 1/64 alltså en större noggrannhet. Om man kvantiserar en öppen taktdel, låta säga 96/96, till 1/16 så kommer alla slag att riktas in till närmaste sextondelstakt. Det kan till exempel användas för att rätta in felaktiga taktslag. Liknande kvantisering förekommer när generativ musik används i datorspelsmusik.

## Kända trummaskinmärken
- Roland TR-808
- Roland TR-909